# Луна Понтиак
«Луна-понтиак»(англ. Pontiac Moon) — американский кинофильм 1994 года.

## Сюжет
Рассеянный профессор решает поехать вместе со своим сыном из их дома в Калифорнии к естественному кратеру в Айдахо, как раз в то время как «Аполлон-12» отправляется на Луну. Жена профессора остаётся дома, борясь с боязнью окружающего пространства.

## В ролях
- Тед Дэнсон — Вашингтон Беллами
- Мэри Стинберджен — Кэтрин Беллами
- Райан Тодд — Энди Беллами
- Эрик Швейг — Эрнест Айронплюм
- Кэти Мориарти — Лоррейн
- Макс Гэйл — Джером Беллами
- Лиза Джейн Перски — Алисия Фрэнк
- Джон Шак — офицер